# Homan (CTA Green Line station)
Homan var en station på Chicago Transit Authority's gröna linje på tunnelbanan i Chicago. Den låg vid korsningen Homan Avenue-Lake Street i stadsdelen East Garfield Park. Homan öppnade 1894 och stängdes 1994.